# Scotinella pallida
Scotinella pallida là một loài nhện trong họ Phrurolithidae.
Loài này thuộc chi Scotinella. Scotinella pallida được Richard C. Banks miêu tả năm 1911.